# Нелте Янс
Нелте Янс (Dutch pronunciation: [ˈneːlcə jɑns]) е изкуствен остров в Нидерландия в провинция Зеландия, по средата между Ноорд-Бевеланд и Шувен-Дуйвеланд в Остершелде.
След построяването на острова е изграден и забавен парк с атракциони и други разнообразни експозиции, които сега са свързани с брега чрез язовира. Друго допълнение към острова е природен резерват.
Островът е наименуван на близък пясъчен бряг.
Вторият етап от Тур дьо Франс 2015 завършва на Нелте Янс на 5 юли 2015 г.

## Галерия
- Въздушен изглед на малка надморска височина
- Изглед от въздуха на голяма надморска височина